# Yang di-Pertuan Agong
El Rey de Malasia (en malayo: ڠ دڤرتوان اݢوڠ, romanizado: Yang di-Pertuan Agong, lit. 'El que fue hecho señor') , también llamado Gobernante supremo de la federación es el título oficial del jefe de Estado constitucional de la federación de Malasia. El puesto de Yang di-Pertuan Agong generalmente se equipara al de rey en los países occidentales, convirtiendo a Malasia en una de las pocas monarquías electivas del mundo. También es una Monarquía rotatoria.
El Yang di-Pertuan Agong reside en el Palacio Nacional (Istana Negara) de Kuala Lumpur, la capital nacional. También tiene derecho a utilizar el Palacio Nacional de Melawati (Torre de la Guardia) (Melawati Istana Negara), una residencia de verano en la capital administrativa, Putrajaya, que es también el lugar donde el gobernante supremo es formalmente elegido.
En una monarquía constitucional como Malasia el papel de la monarquía es muy limitado y mayoritariamente simbólico. Aunque según la Constitución de Malasia el poder ejecutivo reside en el Yang di-Pertuan Agong, es ejercido en su nombre por el Gabinete, presidido por un primer ministro responsable ante el Parlamento.
El Yang di-Pertuan Agong es elegido cada cinco años de entre los Nueve Gobernantes Malasios, siete sultanes y dos reyes, cuyos estados, junto con otras cuatro ciudades, forman la Federación de Malasia. Desde que la federación fue formada, en 1957, ha existido un sistema de rotación entre los sultanes para ocupar el cargo de Yang di-Pertuan Agong. El orden de la rotación fue determinado, en principio, por la antigüedad de cada sultán (o rey) al frente de su reino. Cuando todos los Nueve Gobernantes fueron elegidos una vez para ocupar el trono, el ciclo vuelve a repetirse por el mismo orden.
La consorte del Yang di-Pertuan Agong es la Raja Permaisuri Agong (suprema dama reina).

## Lista de los gobernantes supremos de Malasia
| N° | Nombre              | Estado          | Reinado                                            | Nacimiento                        | Muerte                             | Imagen |
| -- | ------------------- | --------------- | -------------------------------------------------- | --------------------------------- | ---------------------------------- | ------ |
| 1  | Abdul Rahman        | Negeri Sembilan | 31 de agosto de 1957- 1 de abril de 1960           | 24 de agosto de 1895              | 1 de abril de 1960 (64 años)       |        |
| 2  | Hisamuddin          | Selangor        | 14 de abril de 1960- 1 de septiembre de 1960       | 13 de mayo de 1898                | 1 de septiembre de 1960 (62 años)  |        |
| 3  | Putra               | Perlis          | 21 de septiembre de 1960- 20 de septiembre de 1965 | 25 de noviembre de 1920           | 16 de abril de 2000 (79 años)      |        |
| 4  | Ismail Nasiruddin   | Terengganu      | 21 de septiembre de 1965- 20 de septiembre de 1970 | 24 de enero de 1907               | 20 de septiembre de 1979 (72 años) |        |
| 5  | Abdul Halim         | Kedah           | 21 de septiembre de 1970- 20 de septiembre de 1975 | 28 de noviembre de 1927           | 11 de septiembre de 2017 (89 años) |        |
| 6  | Yahya Petra         | Kelantan        | 21 de septiembre de 1975- 29 de marzo de 1979      | 10 de diciembre de 1917           | 29 de marzo de 1979 (61 años)      |        |
| 7  | Ahmad Shah          | Pahang          | 29 de marzo de 1979- 25 de abril de 1984           | 24 de octubre de 1930             | 22 de mayo de 2019 (88 años)       |        |
| 8  | Iskandar            | Johor           | 26 de abril de 1984- 25 de abril de 1989           | 8 de abril de 1932                | 22 de enero de 2010 (77 años)      |        |
| 9  | Azlan Shan          | Perak           | 26 de abril de 1989- 25 de abril de 1994           | 19 de abril de 1928               | 28 de mayo de 2014 (86 años)       |        |
| 10 | Ja'afar             | Negeri Sembilan | 26 de abril de 1994- 25 de abril de 1999           | 19 de julio de 1922               | 27 de diciembre de 2008 (86 años)  |        |
| 11 | Salahuddin          | Selangor        | 26 de abril de 1999- 21 de noviembre de 2001       | 8 de marzo de 1926                | 21 de noviembre de 2001 (75 años)  |        |
| 12 | Sirajuddin          | Perlis          | 13 de diciembre de 2001- 12 de diciembre de 2006   | 17 de mayo de 1943 (81 años)      |                                    |        |
| 13 | Mizan Zainal Abidin | Terengganu      | 13 de diciembre de 2006- 12 de diciembre de 2011   | 22 de enero de 1962 (63 años)     |                                    |        |
| 14 | Abdul Halim         | Kedah           | 13 de diciembre de 2011- 12 de diciembre de 2016   | 28 de noviembre de 1927           | 11 de septiembre de 2017 (89 años) |        |
| 15 | Mohamed             | Kelantan        | 13 de diciembre de 2016- 6 de enero de 2019        | 6 de octubre de 1969 (55 años)    |                                    |        |
| 16 | Abdullah            | Pahang          | 31 de enero de 2019- 30 de enero de 2024           | 30 de julio de 1959 (65 años)     |                                    |        |
| 17 | Ibrahim             | Johor           | 31 de enero de 2024- 30 de enero de 2029           | 22 de noviembre de 1958 (66 años) |                                    |        |